# L’Honor-de-Cos
L’Honor-de-Cos ist eine französische Gemeinde mit 1.608 Einwohnern (Stand: 1. Januar 2022) im Département Tarn-et-Garonne in der Region Okzitanien. Die Gemeinde liegt im Arrondissement Montauban und ist Mitglied im Gemeindeverband Communauté de communes du Pays de Lafrançaise. Die Bewohner werden Honorois und Honoroises genannt.

## Geografie
L’Honor-de-Cos liegt in der Région naturelle Quercy Blanc etwa zwölf Kilometer nördlich von Montauban und wird im Südwesten und Südosten vom Fluss Aveyron begrenzt. Darüber hinaus wird das Gebiet der Gemeinde vom Rieutord, dem Ruisseau de Cantegrel, dem Ruisseau de Cardac, dem Ruisseau de Gesse und verschiedenen anderen kleinen Wasserläufen entwässert.
Ein Teil des Gemeindegebiets gehört zum Naturschutzgebiet „Vallées du Tarn, de l’Aveyron, du Viaur, de l’Agout et du Gijou“ im Rahmen des Natura 2000-Netzwerks.
Umgeben wird L’Honor-de-Cos von den Nachbargemeinden Puycornet im Norden und Nordwesten, Mirabel im Osten und Nordosten, Albias im Südosten, Lamothe-Capdeville im Süden und Südosten, Montauban im Süden sowie Piquecos im Westen und Südwesten.

## Geschichte
L’Honor de Cos besteht im Gegensatz zu den meisten Gemeinden aus fünf Weilern und nicht aus einem Hauptort. Ende des 18. Jahrhunderts beschlossen fünf Pfarrgemeinden, sich zusammenzuschließen: Léribosc, Saint Pierre d’Angayrac, Loubéjac, Aussac, Belpech.

## Einwohnerentwicklung
| Jahr      | 1962  | 1968  | 1975  | 1982  | 1990  | 1999  | 2006  | 2013  | 2020  |
| --------- | ----- | ----- | ----- | ----- | ----- | ----- | ----- | ----- | ----- |
| Einwohner | 1.129 | 1.124 | 1.153 | 1.314 | 1.301 | 1.329 | 1.520 | 1.545 | 1.600 |

## Sehenswürdigkeiten

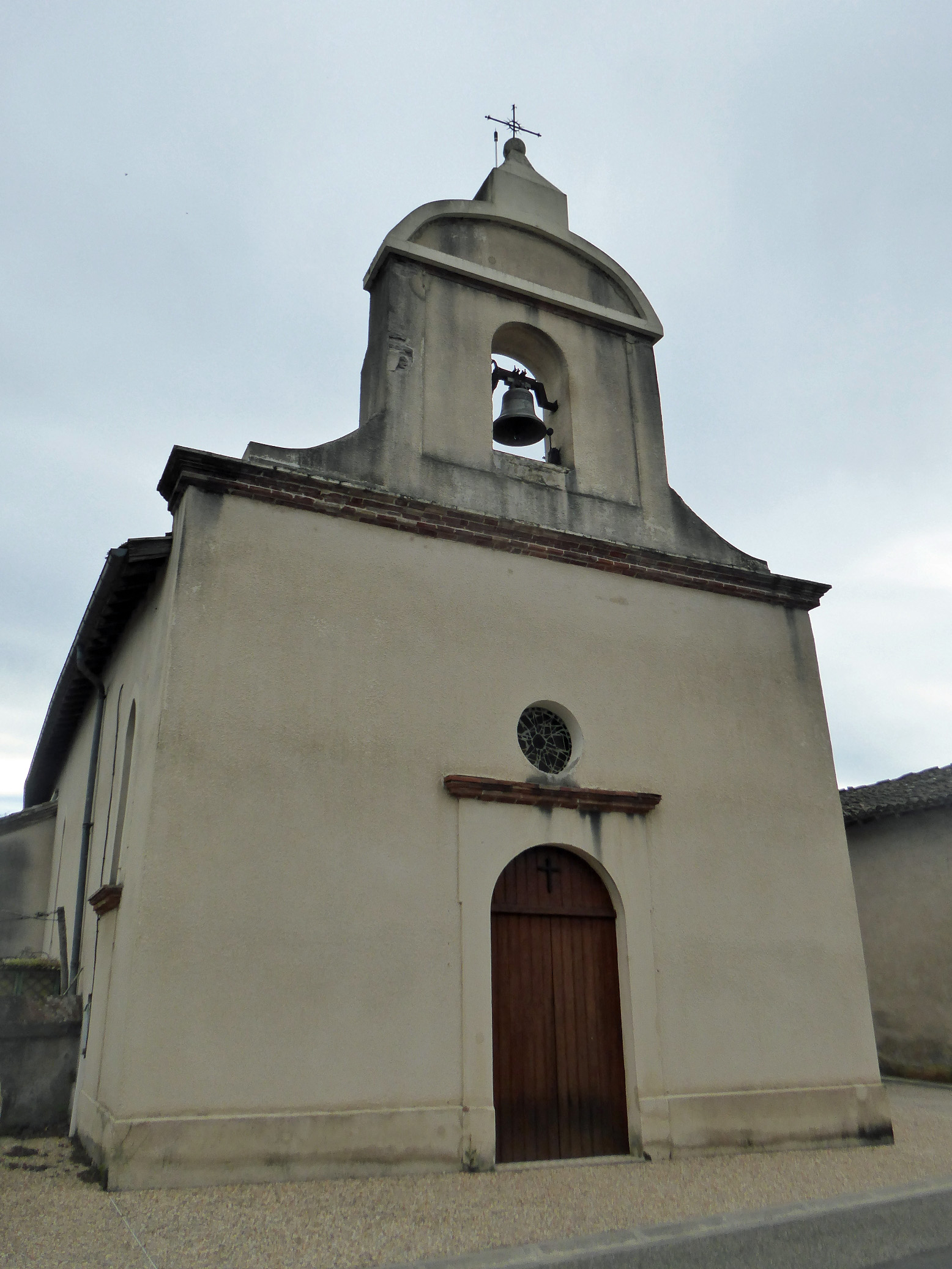
Pfarrkirche Saint-Etienne

- Ein einfacher Bau der Pfarrkirche Saint-Etienne in Léribosc wurde während der Hugenottenkriege um 1622 zerstört und im 17. Jahrhundert umgebaut. Die Nordkapelle wurde im 19. Jahrhundert angebaut.
- Die dreischiffige Pfarrkirche La-Nativité-de-Notre-Dame in Loubejac wurde Ende des 2. Viertels des 19. Jahrhunderts erbaut und 1849 geweiht. Der Glockenturm wurde durch einen Orkan zerstört und 1918 wieder aufgebaut.
- Im Jahr 961 scheint an der Stelle der Pfarrkirche Notre-Dame-de-l’Assomption in Belpech bereits eine Kirche existiert zu haben, eine Kapelle im 15. Jahrhundert. Der Rest des Gebäudes wurde im 17. Jahrhundert nach den Hugenottenkriegen wieder aufgebaut. Im 19. Jahrhundert wurde nördlich eine Kapelle angebaut und zahlreiche Umbauten vorgenommen.
- Die Pfarrkirche Saint-Saturnin in Aussac wurde um 1478 für das Stiftskapitel von Montpezat erbaut. Nach den Hugenottenkriegen wurde das Gebäude in der ersten Hälfte des 17. Jahrhunderts fast vollständig neu aufgebaut, wobei der Grundriss und die unteren Teile der vorherigen Kirche beibehalten wurden. Im Jahr 1904 wurden die Mauern erhöht und das gesamte Gebäude vom Architekten Maurou überwölbt. Ein erstes Projekt zur Erhöhung des Gebäudes wurde 1864 vom Diözesanarchitekten Théodore Olivier entworfen.
- Die Pfarrkirche Saint-Pierre-ès-Liens in Saint-Pierre-d’Angayrac wurde im 17. Jahrhundert vollständig neu errichtet.
- In der zweiten Hälfte des 18. Jahrhunderts wurde das Schloss Loubéjac umgebaut und der Taubenschlag errichtet. Ein Turm wurde neu gebaut und eine Gesamtreparatur der Fassaden des Hauses im Stil des 18. Jahrhunderts wurde im ersten Viertel des 20. Jahrhunderts durchgeführt.